# Economista
Un economista és un professional de la ciència social de l'economia.
L'economista pot estudiar, desenvolupar i aplicar teories i conceptes econòmics i escriure sobre política econòmica. Dins d'aquest camp s'hi inclouen diversos subcamps, des de les grans teories filosòfiques fins a centrar-se en l'estudi de característiques de mercats molt específics, anàlisi macroeconòmic, anàlisi microeconòmic o anàlisi d'estats financers, amb l'ús de mètodes analítics i eines com l'econometria, l'estadística, models econòmics computacionals, economia financera, matemàtica financera o matemàtica econòmica. Una interpretació acadèmica generalment acceptada és que un economista és algú que té un doctorat en economia, ensenya ciències econòmiques i ha fet publicacions en el camp de l'economia, tot i que es pot considerar que un economista és qualsevol persona llicenciada en ciències econòmiques.